# 프레데릭스보르주
프레데릭스보르주(덴마크어: Frederiksborg Amt)는 덴마크의 주이다. 2007년 1월 덴마크 수도 지역으로 흡수, 폐지되었다.

## 행정 구역 (1970-2006)
- 알레뢰 시 (Allerød Kommune)
- 비르케뢰 시 (Birkerød Kommune)
- 파룸 시 (Farum Kommune)
- 프레덴스보르훔레베크 시 (Fredensborg-Humlebæk Kommune)
- 프레데릭순 시 (Frederikssund Kommune)
- 프레데릭스베르크 시 (Frederiksværk Kommune)
- 그레스테길렐레이에 시 (Græsted-Gilleleje Kommune)
- 헬싱에 시 (Helsinge Kommune)
- 헬싱외르 시 (Helsingør Kommune)
- 힐레뢰드 시 (Hillerød Kommune)
- 후네스테드 시 (Hundested Kommune)
- 회르쇼름 시 (Hørsholm Kommune)
- 예게르스프리스 시 (Jægerspris Kommune)
- 카를레보 시 (Karlebo Kommune)
- 스키뷔 시 (Skibby Kommune)
- 스케빙에 시 (Skævinge Kommune)
- 슬랑에루프 시 (Slangerup Kommune)
- 스텐뢰세 시 (Stenløse Kommune)
- 욀스튀케 시 (Ølstykke Kommune)